# Mieczysław Sirko
Mieczysław Sirko (ur. 2 stycznia 1943 w Zwierzyńcu, zm. 3 maja 2014 w Lublinie) – polski kartograf, prof. dr. hab. Uniwersytetu Marii Curie-Skłodowskiej.

## Życiorys
Ukończył studia na Wydziale Biologii i Nauk o Ziemi na Uniwersytecie Marii Curie-Skłodowskiej. Po ukończeniu nauki w 1967 pozostał na uczelni, gdzie rozpoczął pracę naukową w Zakładzie Kartografii. W 1990 objął stanowisko kierownika, a w 2001 uzyskał tytuł profesora. Równolegle do pracy na UMCS wykładał w Wyższej Szkole Ekonomicznej w Stalowej Woli. Specjalizował się w dziejach tworzenia map, był autorem wielu opracowań naukowych, felietonów w publikacjach branżowych oraz autorem podręczników akademickich: „Zarys historii kartografii” i „Siatki kartograficzne”. Spoczywa na cmentarzu przy ul. Lipowej w Lublinie

## Odznaczenia
- Złoty Krzyż Zasługi;
- Medal Komisji Edukacji Narodowej;
- Złota Odznaka Polskiego Towarzystwa Geograficznego.